# Raiduri aviatice românești în Africa

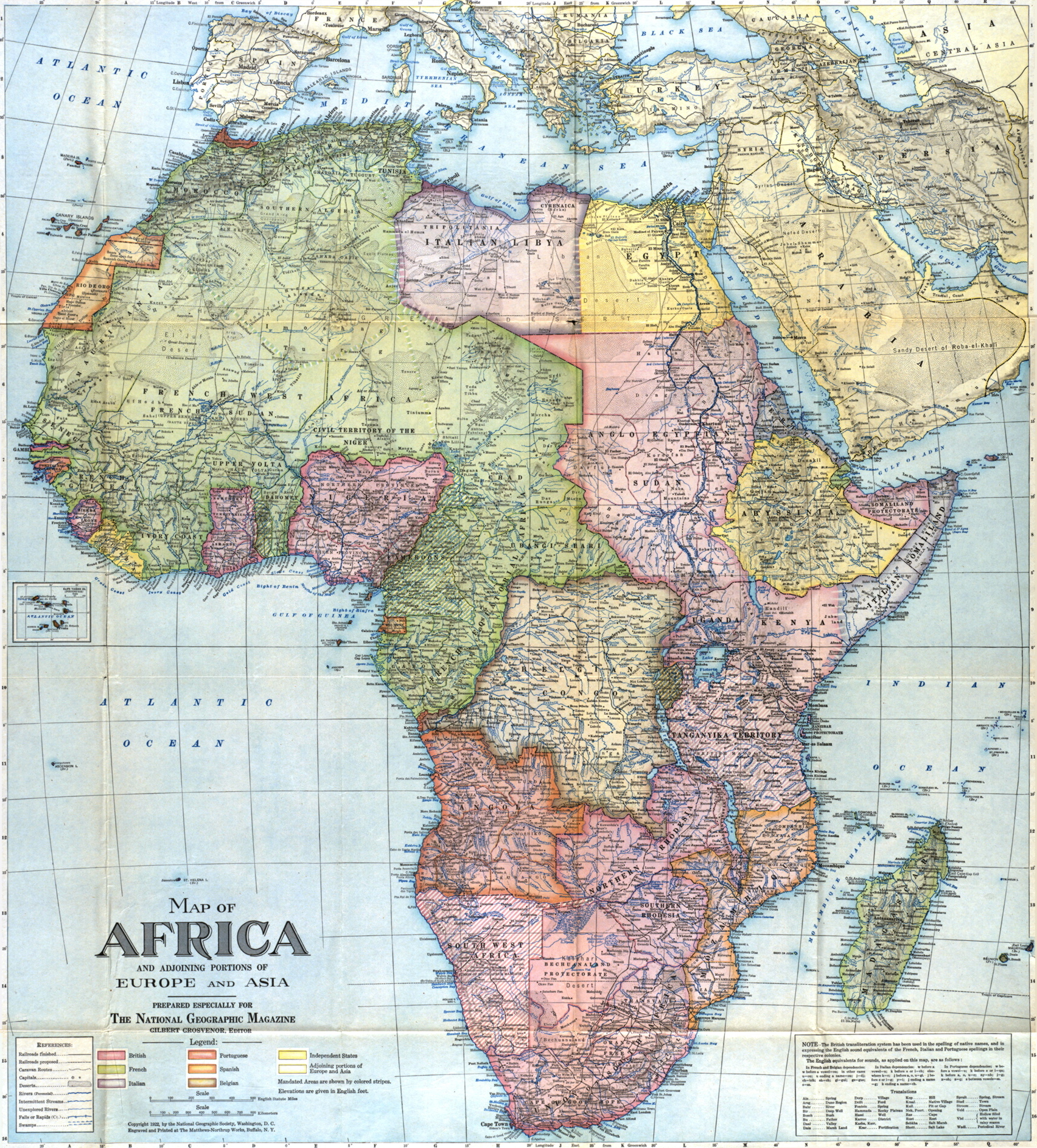
Harta politică a Africii în perioada interbelică (1922)

Raidurile aviatice românești în Africa au fost o serie de călătorii efectuate între anii 1933 și 1935 de aviatori români în Africa, având ca scop promovarea turismului aviatic, a avioanelor românești și a aviației române în general. În contextul dezvoltării pe plan mondial a aviației, explorarea posibilităților oferite de ea și realizarea de recorduri aviatice era la ordinea zilei.
Cel care a avut ideea de a realiza un raid de anvergură a fost locotenent-comandorul Alexandru Cernescu, în 1932. Organizarea raidului a început cu un nucleu de aviatori format din Cernescu și căpitanii George Davidescu și Mihail Pantazi. Traseul ales al raidului a fost de la București la Cape Town și retur. Primul raid, în 1933, nu și-a atins obiectivul, ajungând doar până la Malakal. În 1933 și 1935 Bănciulescu a executat și el două raiduri în Africa, unul la Cairo, prin Orientul Apropiat, cu revenire prin nordul Africii și Italia, respectiv unul de explorare al posibilelor trasee aviatice prin centrul Africii. La începutul anului 1935 Irina Burnaia a încercat să parcurgă și ea traseul până la Cape Town cu avionul propriu și a ajuns până la lacul Victoria. În 1935 Cernescu, Davidescu, Pantazi, Gheorghe Jienescu, Gheorghe Olteanu și Anton Stengher au reușit să efectueze raidul complet.

## Context istoric
După Primul Război Mondial aviația a început să se dezvolte repede. Au apărut diverse tipuri de avioane, atât militare — de bombardament, vânătoare, recunoaștere și de antrenament — cât și civile — de transport pasageri și poștă și de turism aerian. Fiecare producător de avioane dorea ca avioanele sale să intre în atenția publicului, companiile de transport aerian explorau noi trasee, iar aviația militară era interesată de sporirea performanțelor aparatelor militare, adică viteza de zbor, plafonul atins, viteza ascensională, capacitatea de transport etc. În afară de realizarea de recorduri, altă formă de afirmare a aviației a fost realizarea de „raiduri” aeriene, călătorii pe distanțe mari, cum au fost cele dintre Londra și Melbourne, Paris și Tokio și retur, sau București și Saigon și retur.
Prin dificultatea condițiilor sale de climă, meteorologie și de relief, Africa a fost considerată un continent unde se puteau demonstra cu adevărat calitățile materialului aviatic și măiestria aviatorilor. Încă în octombrie 1913 aviatorul francez Pierre Daucourt și mecanicul său Henri J. Roux au încercat să efectueze cu un monoplan Borel un raid de la Paris până la Cairo, dar n-au putut trece de Munții Taurus.
Primul raid în Africa, pe traseul Cairo – Khartum a fost făcut de Mark Pourpe (fr/en), între 4 – 12 ianuarie 1914, zburând circa 2000 km, cu escale la Luxor, Wadi Halfa și Abu Hamed (en). În cursul raidului a transportat un sac poștal. Întoarcerea la Cairo a avut loc între 19 ianuarie și 3 februarie. Sud-africanii Pierre van Ryneveld și Quintin Brand (1920), și englezul Alan Cobham (en) (1925) au realizat raiduri Londra – Cape Town. Traseul Londra – Cape Town va deveni ținta a numeroase recorduri, cum au fost cele realizate de Reinhold Ferdinand Caspareuthus (1899, Paarl ? – 1990, Durban) (1930, 77 ore) sau Glen Kidston (en) (1931, 57 ore).

## Conceperea raidurilor
Ideea unor raiduri românești în Africa a apărut în 1932, când un nucleu de trei ofițeri, locotenent-comandorul Alexandru Cernescu și căpitanii George Davidescu și Mihail Pantazi, a început documentarea în acest scop.
La acea dată Alexandru Cernescu era cel mai înalt în grad și era instructor de zbor la Școala Militară de Aviație. George Davidescu făcea parte din Subsecretariatul de Stat al Aerului și s-a ocupat de organizarea propriu-zisă, fiind totodată și principalul navigator. Mihail Pantazi era profesor de motoare de avion, instructor și director de zbor la școala de pilotaj a ARPA..
Primul traseu studiat era un raid în jurul Mării Mediterane, pornind din București, prin Asia Mică, Egipt, nordul Africii, Spania, Franța și înapoi la București. Deși distanța de parcurs depășea 10 000 km, nu a fost considerat suficient de dificil. Pentru a demonstra nivelul la care a ajuns aviația din România s-a ales traseul prin mijlocul Africii, până la Cape Town, efectuat de o formație de trei avioane de școală și antrenament, având practic performanțele unor avioane de turism. Lungimea traseului dus-întors depășea 24 000 km.

## Raidul București – Malakal

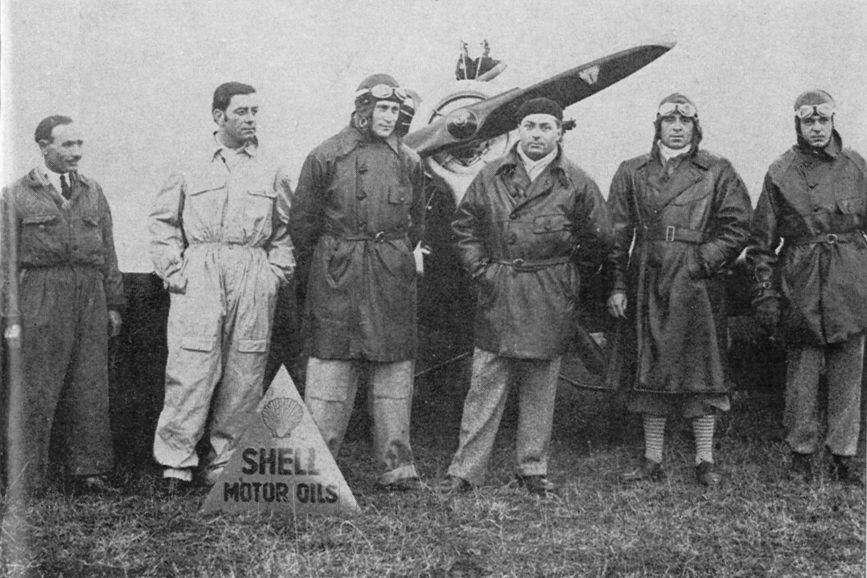
Înainte de raid: Ploeșteanu, Ivanovici, Davidescu, Cernescu, Manolescu și Pantazi.

Pentru efectuarea raidului au fost alese trei avioane de tip ICAR M23b ale ARPA, înmatriculate YR-AAP, YR-ABL și YR-ABO. Prin demersurile Subsecretariatului de Stat al Aerului, benzina necesară raidului a fost asigurată de Astra Română, iar livrarea ei a fost intermediată de societatea Shell. Tot societatea Shell a pus la dispoziție materialul documentar: ghiduri aeriene, buletine informative și previziuni meteorologice.
Avioanele au fost revizuite și adaptate prin dotarea cu rezervoare de benzină suplimentare, care asigurau o autonomie de 800 km, radiatoare de ulei mărite, filtre de praf la motoare. Au fost luate piese de schimb (chiar și o elice, legată deasupra fuzelajului posterior al avionului YR-AAP, v. imaginea mai jos) și truse de scule, rachete de semnalizare, o trusă medicală, rezerve de hrană și apă, hărți la scara 1:1 000 000 sau 1:2 000 000, acte și chiar pistoale.
Drept coechipieri au fost cooptați lt. Petre Ivanovici și Max Manolescu, piloți de acrobație și instructori de zbor la școala de pilotaj a ARPA, și maistrul mecanic Dumitru Ploeșteanu. Echipajele au fost repartizate astfel: la bordul YR-AAP Cernescu și Manolescu, la bordul YR-ABL Davidescu și Ivanovici, iar la bordul YR-ABO Ploeșteanu și Pantazi.

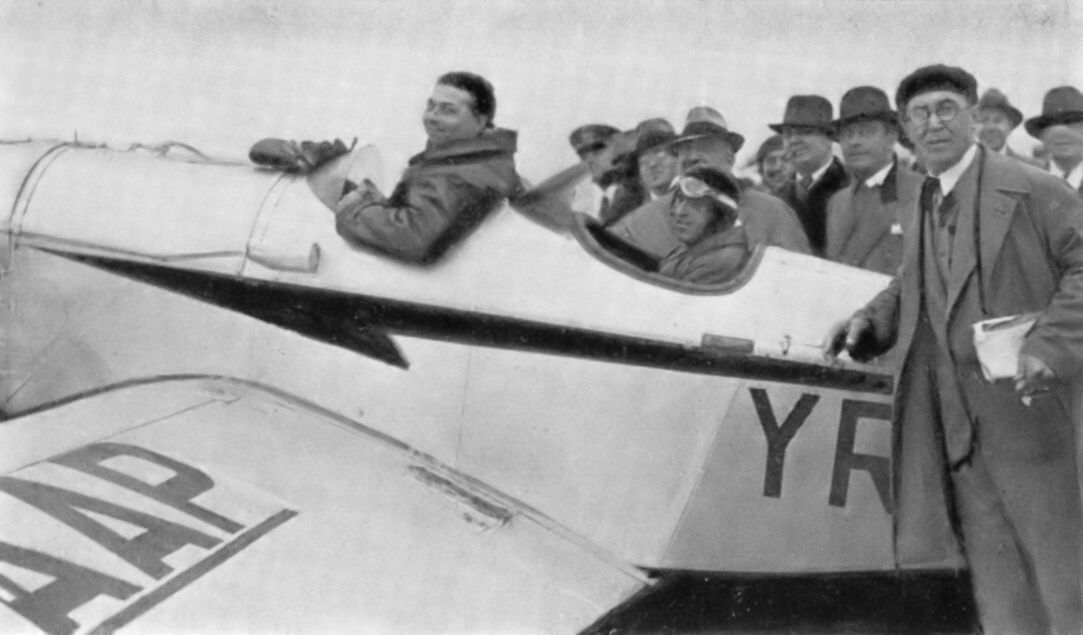
Cernescu și Manolescu
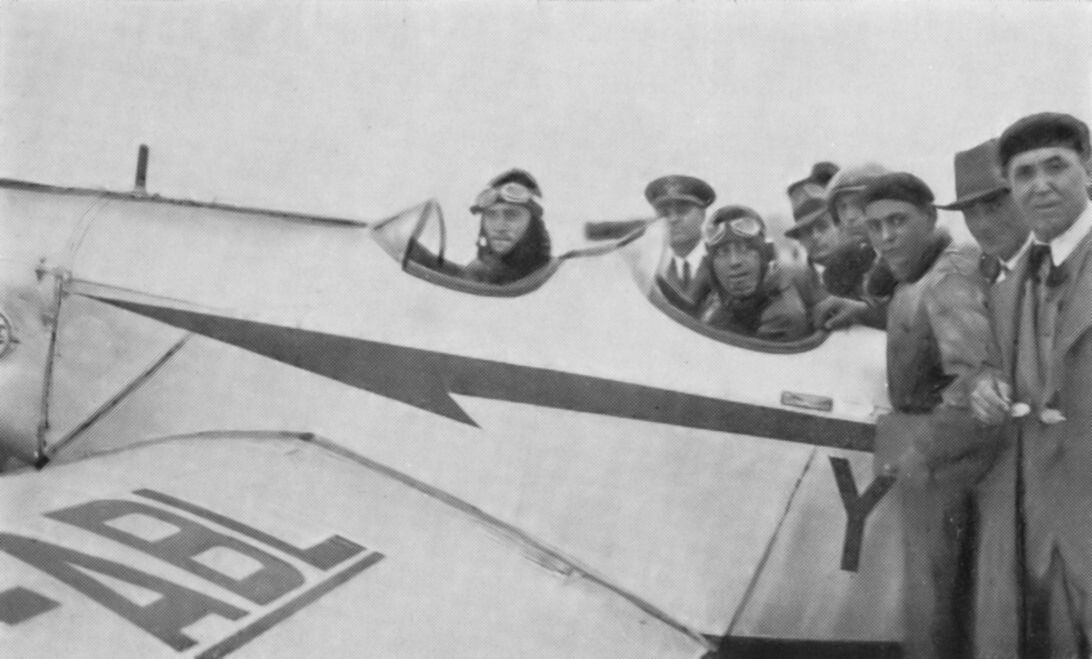
Davidescu și Ivanovici
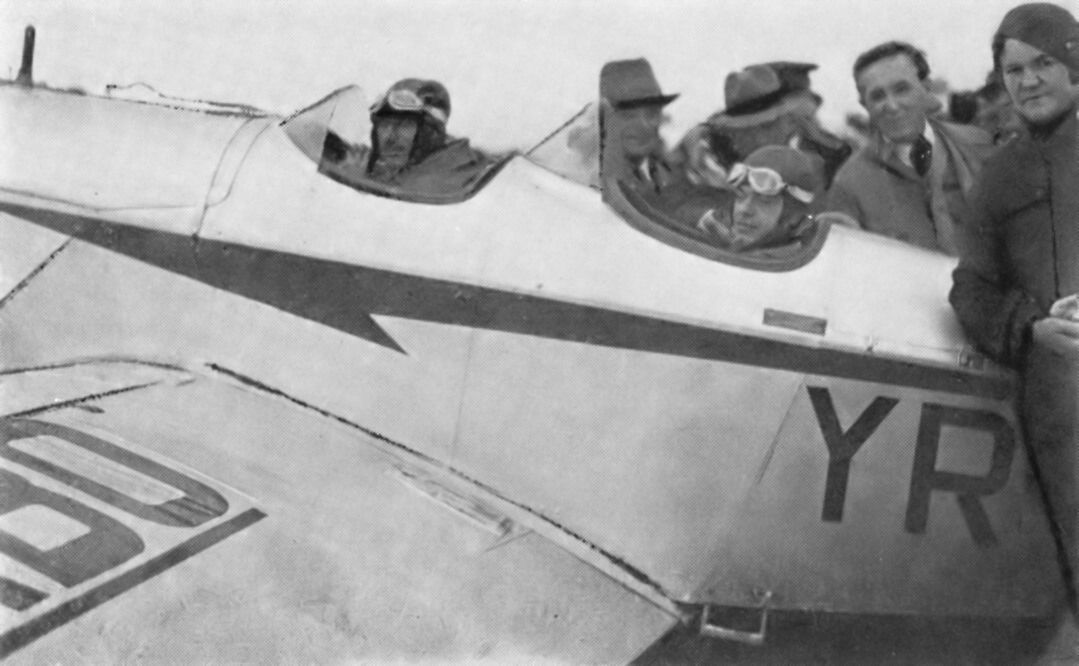
Ploeșteanu și Pantazi

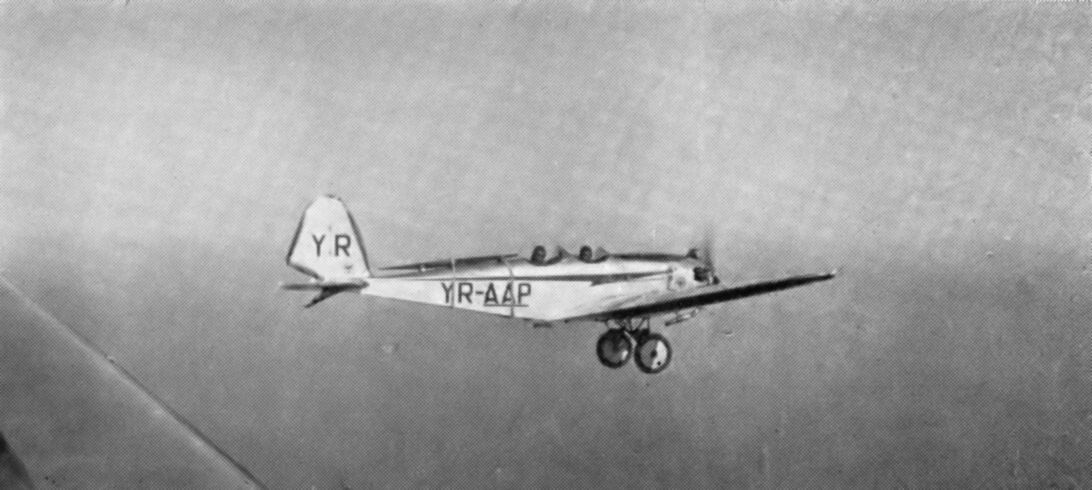
Deasupra Mediteranei, lângă Selefke
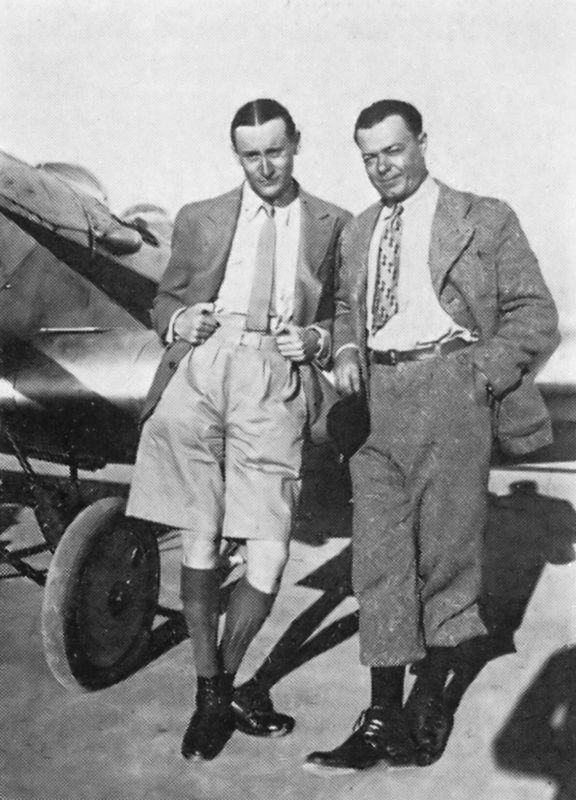
Davidescu și Pantazi la Cairo

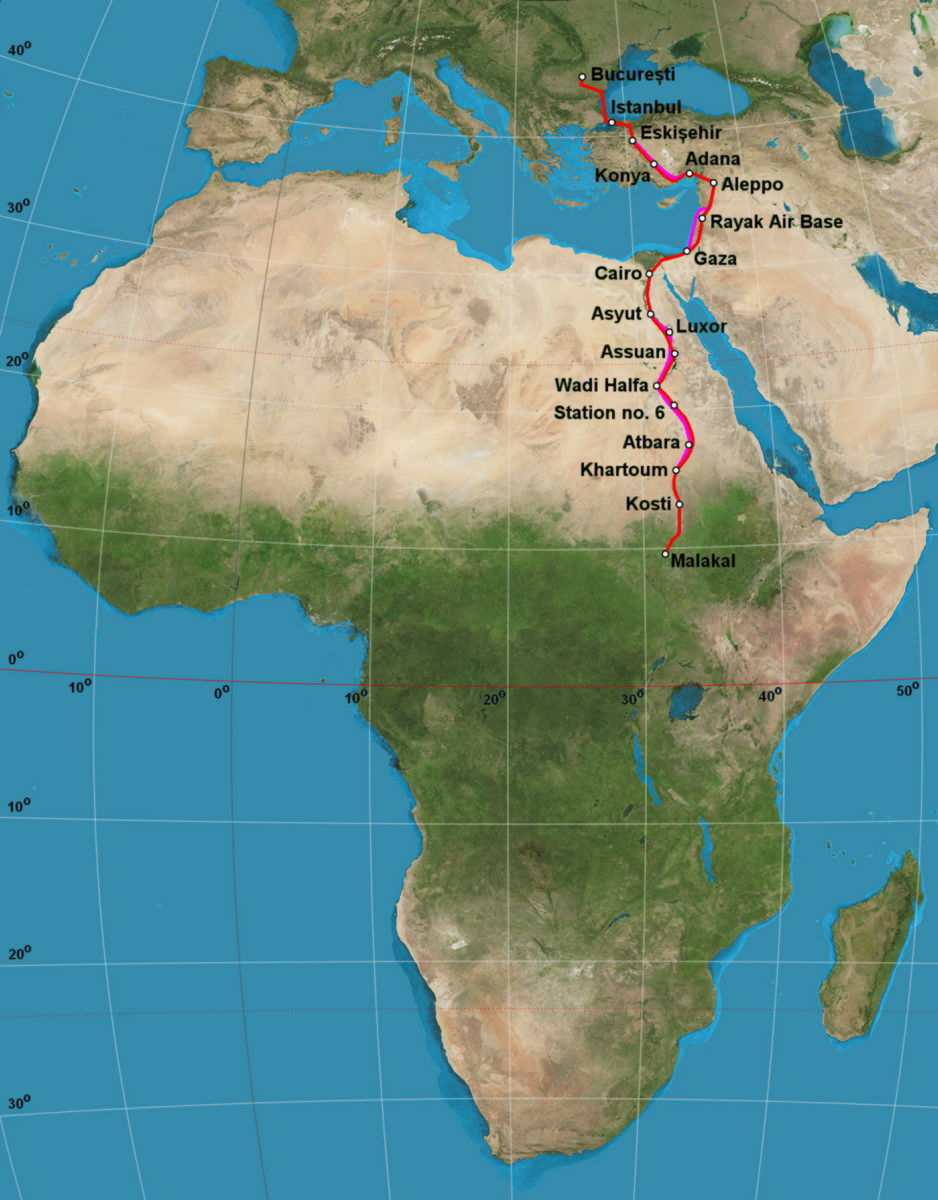
Traseul raidului la Malakal

Traseul planificat al raidului era București – Istanbul – Eskișehir – Konya – Adana – Alep – Gaza – Cairo – Assiut – Assuan – Wadi Halfa – Atbara – Khartum – Kosti – Malakal – Juba – Kisumu – Nairobi – Moshi – Dodoma – Mbeya – Mpika – Broken Hill – Salisbury – Bulawayo – Pietersburg – Johannesburg – Kimberley – Victoria West – Cape Town și retur. Unele dintre acestea erau puncte vamale obligatorii.
Din punct de vedere climatic, perioadele în care se puteau organiza raiduri erau martie-aprilie și septembrie-octombrie. Raidul a început abia în 22 octombrie, cu destulă întârziere, deoarece Pantazi a fost bolnav.
Traseul la dus este marcat pe harta de alături cu roșu. Trec prin punctele vamale obligatorii, Giurgiu, Varna și Istanbul. Vremea proastă îi reține, așa că vizitează Turnul Galata, cartierul Pera, Piața Taksim (en), ruinele apeductului lui Valens (en), Sfânta Sofia, Palatul Topkapî, Muzeul de Artă Musulmană, Muzeul Militar, Marele Bazar din Istanbul , diferite moschei. În 25 octombrie depășesc foarte greu Munții Taurus, printr-o șa, la înălțimea de 1750 m, plafonul pe care îl pot atinge avioanele încărcate. Ies la Mediterană deasupra localității Selefke (en) (vechea Seleucie). Trec peste Mersina și fac formalitățile vamale la Adana. Ocolesc Golful Alexandretta (en) și ajung la Alep. A doua zi decolează, trec pe lângă Baalbek și pe lângă locul Bătăliei de la Kadesh și fac escală la baza aeriană Rayak (en) pentru a remite un mesaj de la atașatul militar francez al Aerului de la București. Apoi zboară prin valea Iordanului, peste Tiberiada. În dreptul Mării Moarte virează spre Ierusalim și ajung la Gaza. Intră în Egipt prin punctul obligatoriu El Kantara (en) și aterizează la Cairo, unde stau trei zile, revizuind avioanele și vizitând piramidele.
La 29 octombrie pleacă din Cairo, urmând Nilul. La Assiut fac cunoștință cu președintele aeroclubului egiptean, Taher Pașa. Survolează Abydos, Valea Regilor, Teba, Luxor și Karnak și ajung la Assuan. În ziua următoare trec peste prima cataractă a Nilului, insula Philae și la razmot peste Abu Simbel (templele lui Ramses al II-lea și Nefertari). Intră în Sudan pe la Wadi Halfa (escală și punct vamal). Survolează a doua cataractă, apoi taie cotul Nilului prin deșert de-a lungul căii ferate Wadi Halfa – Abu Hamed până la Stația nr. 6, unde înnoptează. În ziua următoare survolează a cincea cataractă, Atbara, a șasea cataractă și ajung la Khartum, unde rămân două zile deoarece motorul avionului lui Pantazi trebuia revizuit.
Urmează o etapă scurtă până la Kosti, iar la 4 noiembrie ajung la Malakal. Acolo sunt prinși de o ploaie torențială, care deformează placajul de pe planuri și ampenaje. Avioanele nu pot fi reparate pe loc și aviatorii iau hotărârea să se întoarcă. Pe drumul de întoarcere urmează același traseu. Avioanele sunt mai ușoare și pot parcurge etape mai lungi, ca urmare se schimbă locul unor escale (Atbara în loc de Stația nr. 6, respectiv Luxor în loc de Assuan) și se renunță la altele (Assiut, Rayak, Konya), diferențe marcate cu violet pe harta de alături. Ajung la Cairo la 11 noiembrie și pleacă de acolo la 14 noiembrie. Cu avioanele ușurate nu au probleme la traversarea Munților Taurus și sosesc la București la 17 noiembrie. În cursul raidului s-au parcurs peste 10 500 km.

## Raidul lui Bănciulescu
În 1933 locotenent-comandorul George Bănciulescu era secretar general al Aeroclubului Regal al României (ARR), funcție preluată în 1927 de la comandorul Andrei Popovici. În această calitate avea să participe, împreună cu George-Valentin Bibescu, Gheorghe Negrescu și George Constantinescu, la a 33-a Conferință Generală a Federației Aeronautice Internaționale (FAI) din 20–25 decembrie 1933 de la Cairo, cu care ocazie erau planificate diferite manifestări aviatice.

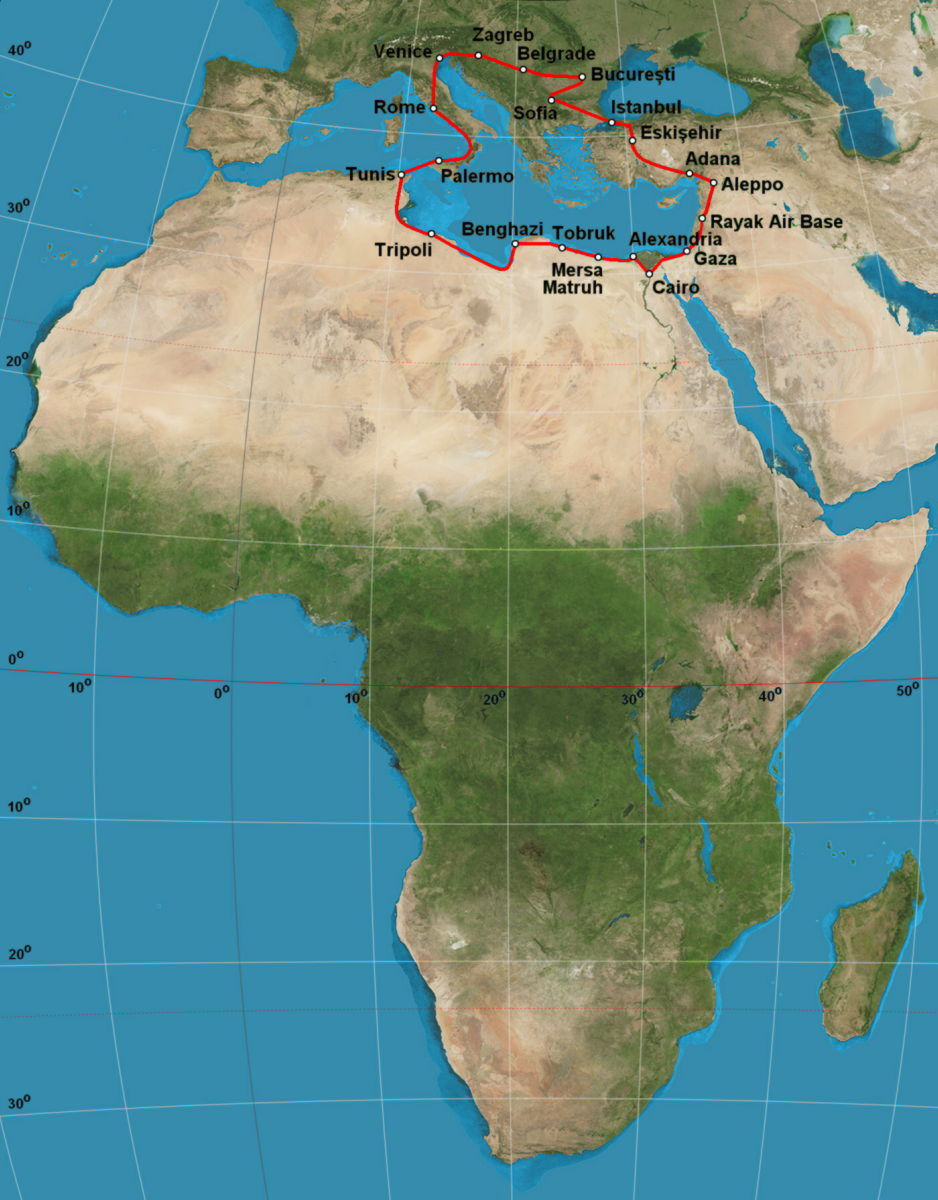
Traseul raidului din 1934

Deplasarea la Cairo s-a făcut cu avionul Stinson S Junior (en) YR-GVB al prințului Bibescu. Îi însoțește Martha Bibescu, soția prințului.
Traseul până la Cairo a fost București – Sofia – Istanbul – Eskișehir – Adana – Alep – baza aeriană Rayak (en) – Gaza – Cairo. După participarea la congres Bănciulescu este dus de Martha să viziteze Sfinxul și piramidele. Pe calea aerului vizitează mai multe orașe la sud de Cairo.
Întoarcerea la București o face de unul singur la bordul avionului, pe traseul Cairo – Alexandria – Mersa Matruh (en) – Tobruk – Benghazi – Tripoli – Tunis – Palermo – Roma – Veneția – Zagreb – Belgrad – București. În prima etapă zboară până la Tripoli, unde are parte de o primire triumfală. De la Tipoli până la Palermo traversarea Mării Mediterane a durat trei ore și s-a zburat la înălțime mică, datorită ceții. Etapa a fost foarte periculoasă, deoarece, chiar dacă ar fi zburat mai sus, datorită distanței mari de parcurs deasupra apei între capul Bon și Marsala (circa 150 km), la un monomotor o pană de motor ar fi determinat o amerizare fatală. Etapa se încheie la Roma. În ziua următoare decolează la ora 5 și ajunge la București făcând escale la Lido di Venezia , Zagreb și Belgrad, fiind primit cu entuziasm peste tot.

## Raidul Irinei Burnaia împreună cu Ivanovici

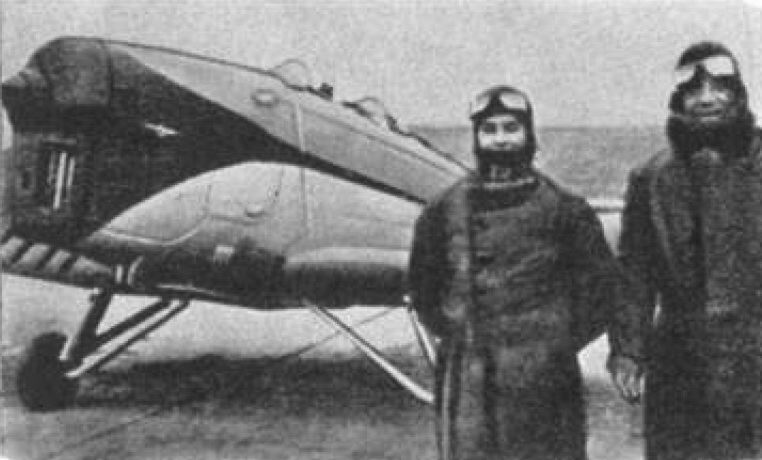
Burnaia și Ivanovici înainte de plecare

Irina Burnaia dorește să încerce și ea să execute raidul la Cape Town, cu avionul ei personal, de tip IAR-22, înmatriculat YR-INA. Apelează la Petre Ivanovici, care participase la raidul din 1933, să-i fie coechipier. Odată cu avionul comandă și un set de piese de schimb, care urmau să fie livrate la Cairo.

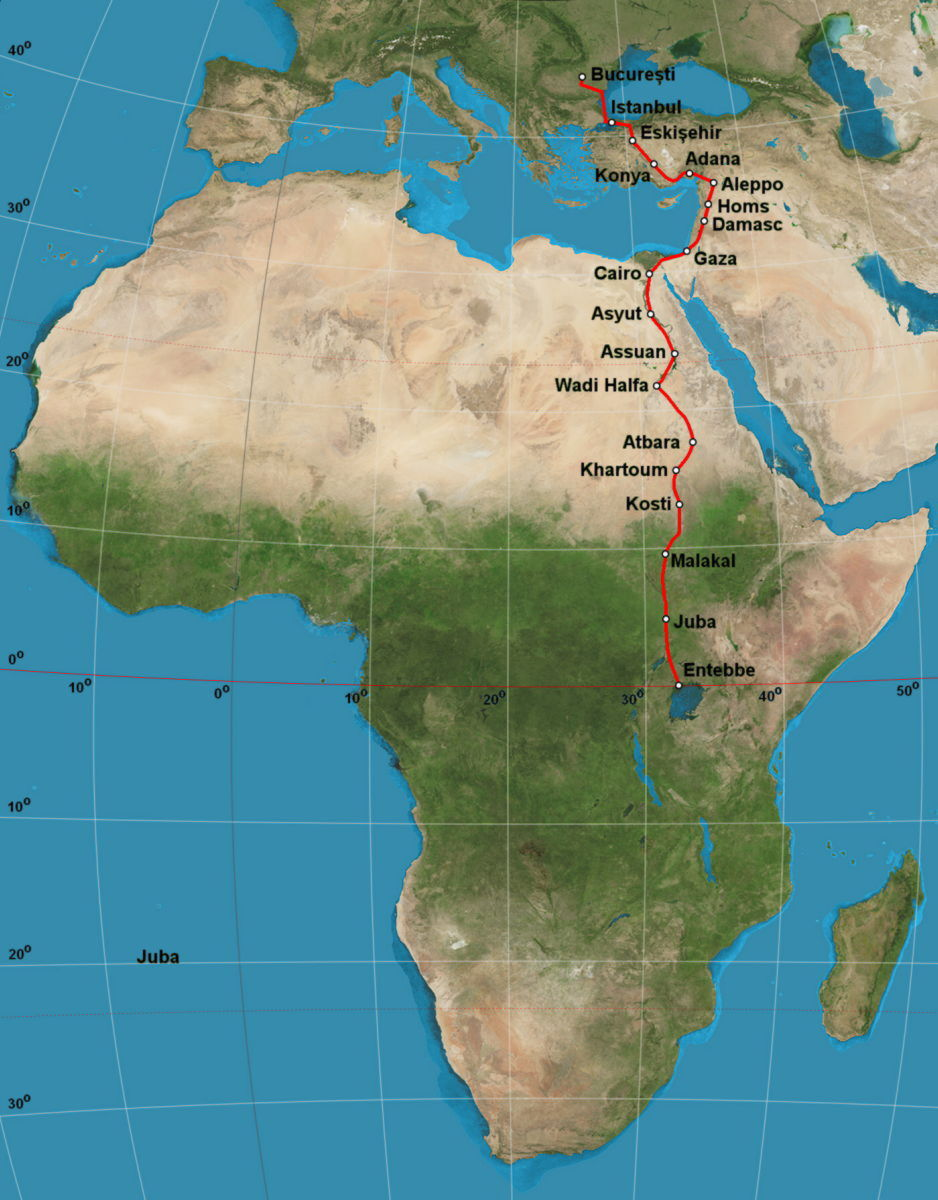
Traseul raidului Burnaia–Ivanovici

Traseul planificat al raidului era București – Istanbul – Eskișehir – Konya – Adana – Alep – Damasc – Gaza – Cairo – Assiut – Assuan – Wadi Halfa – Atbara – Khartum – Malakal – Juba – Entebbe (en) – Nairobi – Dodoma – Mbeya – Mpika – Broken Hill – Salisbury – Bulawayo – Pietersburg – Johannesburg – Kimberley – Victoria West – Cape Town și retur.

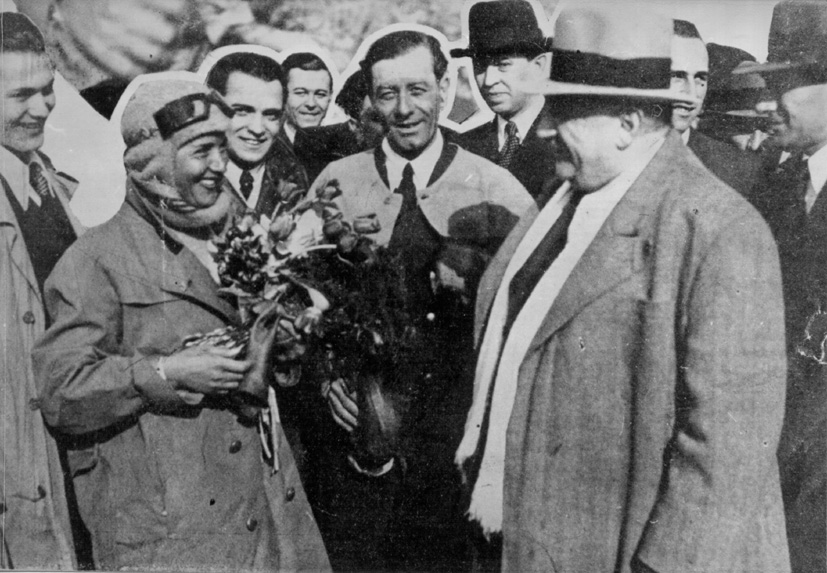
Burnaia și Ivanovici la întoarcerea din raid

Raidul începe la 3 ianuarie 1935, ora 10, cu plecarea de la Băneasa. Pe drum au multe defecțiuni, probleme cu decolarea de la Alep, unde terenul este foarte moale, iar la Damasc Ivanovici are câteva zile febră, astfel că ajung la Cairo cu mare întârziere, abia la 12 februarie, unde rămân opt zile pentru a revizui avionul. Reiau raidul la 20 februarie și survolează Luxor. Din cauza căldurii, la Assuan și Juba reușesc să decoleze doar la ora 4 dimineața. La Entebbe, la altitudinea de 1150 m reușesc să decoleze abia după cinci zile, cu vânt favorabil. Deoarece aeroportul de la Nairobi era situat la o altitudine și mai mare, de 1700 m, decid să întrerupă raidul, zburând, totuși, până la ecuator, deasupra lacului Victoria. Ușurează avionul cât pot, trimițându-și efectele la Cairo prin cursa Imperial Airways (en) și luând benzină doar până la Juba. La Cairo rămân cinci zile, în care se face iar o revizie completă a avionului, care necesită și revopsire. La Haifa sunt reținuți patru zile din cauza ploilor. Ajung la Băneasa la 24 martie, ora 16. Raidul a durat în total 80 de zile, din care doar 16 de zbor efectiv, restul fiind întârzieri. În total s-au parcurs peste 12 000 km.

## Raidul lui Bănciulescu împreună cu Bibescu

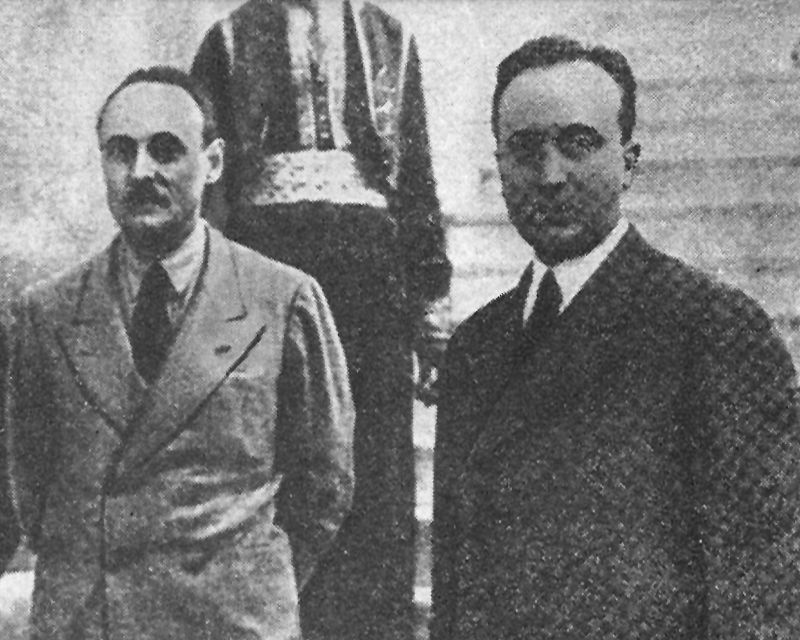
Bibescu și Bănciulescu la Cairo, 17 martie 1935

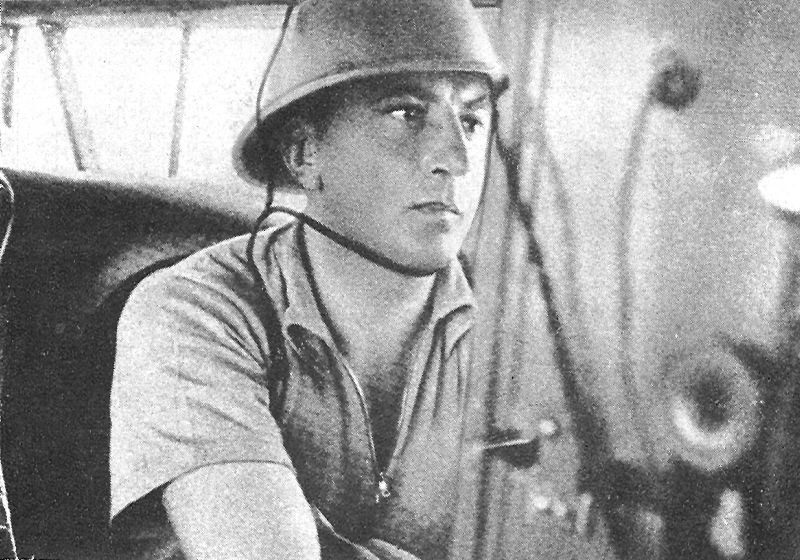
Louis Agnus la bordul avionului Potez 561

În 1934 Air France dorea deschiderea unor linii aeriene către sudul Africii, Madagascar și Siria folosind teritoriul imperiului colonial francez din Africa. Edmond Giscard d'Estaing (fr), șeful de cabinet al ministrului francez al Aerului, generalul Victor Denain (fr/en) a întocmit o listă de piloți care puteau explora zona ecuatorială, puțin cunoscută, a Africii, listă în care se găseau și George-Valentin Bibescu, în acel moment președinte al FAI, și Bănciulescu, propus de Bibescu. Al treilea membru al echipajului a fost Louis Agnus, radiotelegrafist și mecanic al companiei Air France.
Explorarea urma să fie făcută cu avionul Potez 561 al lui Bibescu, înmatriculat YR-FAI. Avionul, nou, este pus la punct la producător, uzinele Potez (fr/en) de la Méaulte, unde se montează și un radio de bord (în terminologia epocii telegraf fără fir – TFF) de proveniență engleză. Bănciulescu se antrenează pe tipul de avion făcând curse la Londra sau la Nürnberg cu aparatele Air France. La 8 martie avionul este adus la Paris.

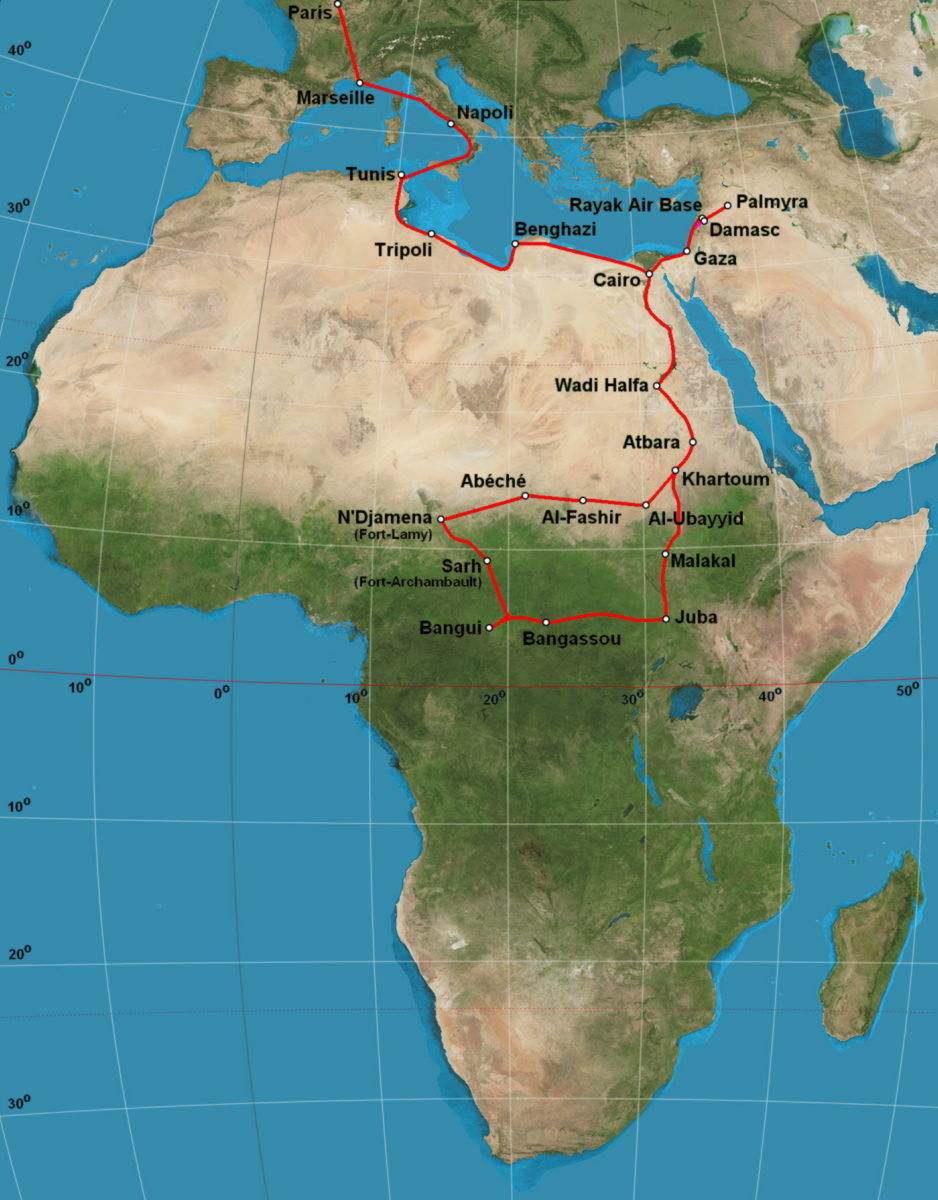
Traseul raidului Bănciulescu–Bibescu

Traseul raidului a fost Paris – Marsilia – Napoli – Tunis – Tripoli – Bengazi – Cairo – Wadi Halfa – Khartum – Al Fashir – Abéché – Fort-Lamy – Fort-Archambault – Bangui – Bangassou – Juba – Malakal – Atbara – Cairo – Gaza – baza aeriană Rayak (en) – Damasc – Palmyra – Gaza – Cairo.
Raidul începe la 13 martie 1935, cu etapa până la Marsilia. În ziua următoare zboară 1700 km până la Tunis, din care 600 km peste Marea Mediterană. În 15 martie ajung la Benghazi, iar în ziua următoare la Cairo. Reiau raidul la 18 martie, când parcurg 2000 km până la Khartum, cu o escală de alimentare și formalități vamale la Wadi Halfa. La 19 martie traversează deșertul Sudanului până la Al-Fashir survolând Al Ubayyid. În ziua următoare, în care întâmpină ploi torențiale, ajung în cel mai vestic punct al raidului, la Fort-Lamy, în Ciad, făcând o escală la Abéché. De aici, tot pe ploaie, zboară la Fort-Archambault, survolând Fort Brettonet, și în continuare, spre Bangui, survolând Fort Crampel. Furtuna îi obligă să devieze cursul și ajung la fluviul Oubangui în dreptul localității Kouango de unde se îndreptă spre Bangui. Aici se odihnesc două zile. La 24 martie ajung la Bangassou, unde au de prospectat terenuri de aterizare. În ziua următoare, pe ploaie, ajung la Juba, iar după încă o zi parcurg 1300 km până la Atbara, pe o căldură sufocantă, făcând doar o escală, la Malakal. La 27 martie, pe traseul spre Wadi Halfa trec printr-o furtună de nisip, care le putea afecta motoarele, dar ajung cu bine la Cairo. Până aici se parcurseseră circa 22 000 km.
Mai urma explorarea traseului spre Siria. După două zile de odihnă, la 30 martie pleacă la Rayak. La 31 martie sunt la Damasc, iar la 1 aprilie la Palmyra, unde au stat puțin, decolând spre Gaza, unde ajung survolând Haifa. La 2 aprilie ajung la Cairo, Bănciulescu simțindu-se foarte rău.

## Raidul București – Cape Town
Din experiența raidului din 1933 a rezultat că este nevoie de avioane cu motoare mai puternice decât motoarele Siemens Halske SH 13b de 80 CP. Organizatorii raidului au propus avioanele Fleet F-10G sau ICAR Universal Biloc, cu motoare de 130 CP, iar Comandamentul Forțelor Aeriene a propus avionul SET-7K, un biplan metalic cu motor mult mai puternic, de 420 CP. Subsecretariatul de Stat al Aerului a optat pentru ICAR. Acestea au fost amenajate prin dotarea cu rezervoare de benzină suplimentare, radiatoare de ulei modificate, pneuri balon, derivometre și aparate de zbor fără vizibilitate. În urma modificărilor a scăzut plafonul de zbor de la 5500 m la 4000 m, dar a crescut greutatea utilă cu 165 kg și s-a triplat autonomia de zbor. Pentru a simplifica formalitățile de survol, avioanele au primit înmatriculări civile, și anume: YR-ACK, YR-ACL și YR-ACM. Resursele necesare raidului au fost asigurate de primăria capitalei (950 000 lei din 1 100 000, din care circa 850 000 costau benzina și uleiul) și de Subsecretariatul de Stat al Aerului (avioanele și restul de 150 000 lei).
Cei șase participanți la raid au fost locotenent-comandorul Alexandru Cernescu, locotenent-comandorul George Davidescu, locotenent-comandorul Mihail Pantazi, căpitan-comandorul Gheorghe Jienescu, căpitanul Gheorghe Olteanu și maistrul mecanic Anton Stengher. Echipajele au fost formate astfel încât în fiecare să fie un participant la raidul din 1933. La bordul avionului YR-ACK erau Davidescu și Jienescu, la bordul YR-ACL Cernescu și Olteanu, iar la bordul YR-ACM Pantazi și Stenger.

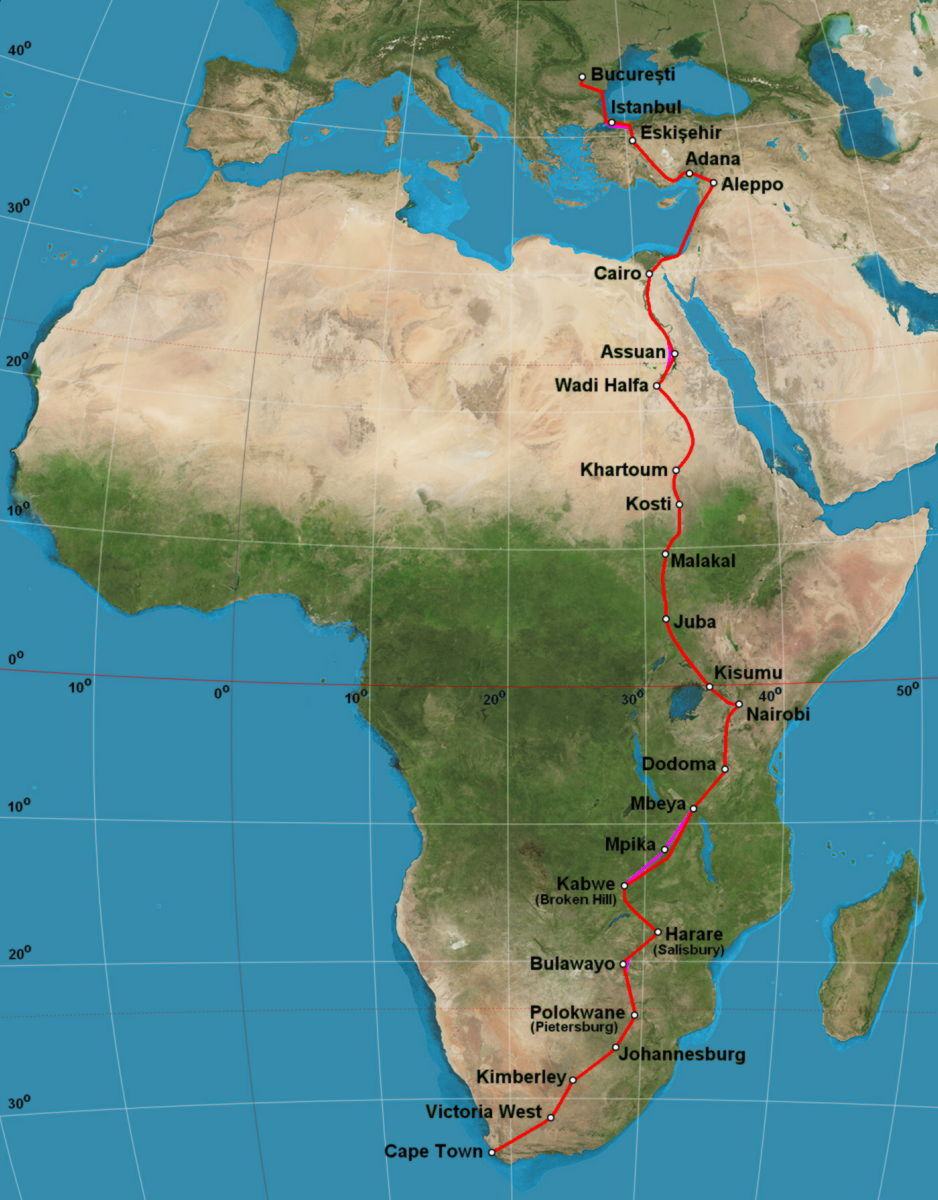
Traseul raidului la Cape Town

Dispunând de avioane cu autonomie mai mare, etapele au putut fi mai lungi. Traseul planificat al raidului era București – Istanbul – Eskișehir – Adana – Alep – Cairo – Assuan – Wadi Halfa – Khartum – Kosti – Malakal – Juba – Kisumu – Nairobi – Dodoma – Mbeya – Mpika – Broken Hill – Salisbury – Bulawayo – Pietersburg – Johannesburg – Kimberley – Victoria West – Cape Town și retur.
Tot din experiența raidului din 1933 s-a constatat că perioada septembrie-octombrie nu este cea mai bună, luându-se decizia ca raidul să fie efectuat în luna aprilie.
Pleacă din București la 14 aprilie, cu noaptea în cap, și merg pe același traseu ca și în 1933, dar la Istanbul fac o simplă escală, iar de la Eskișehir zboară la Adana fără escală. A doua zi, pentru a câștiga timp, taie golful Alexandretta, fac formalitățile vamale la Alep și zboară direct la Cairo, survolând munții Libanului, Tripoli, Marea Mediterană spre El Arish (en) și El Kantara. La Cairo, în dimineața următoare schimbă elicele cu altele, metalice, de tip Hamilton (de la Fleet), deoarece la Adana pe cele de lemn se observaseră fisuri. Operația costă. În aceeași zi zboară până la Assuan, pe vechiul traseu. La 17 aprilie ajung la Khartum, iar în ziua următoare trec de Malakal, ajungând la Juba, depășind parcursul din 1933.
În continuare părăsesc Nilul și zboară după busolă direct spre Kisumu, survolând Lira, lacul Kioga (en), Tororo și golful Kavirondo (en), extensie a lacului Victoria. În aceeași zi zboară la Nairobi ocolind pe la sud masivul Mau (en). Aeroportul Nairobi (en) este cel mai înalt aeroport de pe traseu, fiind situat la o altitudine de 1700 m. La Nairobi fac cunoștință cu căpitanul Caspareuthus (v. mai sus), pilot de linie pe un cvadrimotor Atalanta (en), care-i va ajuta de mai multe ori în raid. Survolează lacurile Manyara (en) și Natron și fac escală de alimentare la Dodoma, unde sunt ajunși din urmă de Caspareuthus, care făcuse escală la Moshi. Spre Mbeya trebuie să zboare după busolă și să treacă printr-o trecătoare muntoasă. Caspareuthus le face o schiță pe o carte de vizită, dar pe traseu au norocul să ajungă la trecătoare simultan, astfel că Atalanta sevește drept ghid.
La 21 aprilie decolează din Mbeya și intenționează să zboare spre Mpika, dar un cap compas greșit îi fac să se abată spre est. Își dau seama de eroare în momentul în care timpul indica că au trecut de Mpika, dar au noroc că recunosc la dreapta, la circa 20 km, masivul Lavuzi la verticala căruia trebuiau de fapt să zboare. Se orientează, corectează capul compas și ajung la Broken Hill. Ca să nu se mai rătăcească, în loc să zboare direct spre Salisbury, o iau de-a lungul căii ferate spre Lusaka, pe care o survolează, și apoi de-a lungul fluviului Zambezi. Vrând să facă recunoașterea unui teren de ajutor, avionul cap formație (Cernescu – Olteanu) pică, următorul (Davidescu – Jienescu) îl urmează, dar al treilea (Stengher – Pantazi), rămas în urmă, nu-i observă și trece mai departe, ba, crezând că a rămas mult în urmă, „dă gaz”. Se pierd unii de alții, primele două avioane ajung la Salisbury, dar al treilea nu. Aeroportul se alarmează, intervin Caspareuthus și ministrul de interne (!), care propun să-l caute. Totuși decid să aștepte până a doua zi. În dimineața zilei de 22 aprilie se aude zgomotul motorului avionului lui Pantazi. Pantazi și Stengher își petrecuseră noaptea pe un teren de ajutor de lângă Zambezi, așteptându-i să treacă. Emoționați, în ziua respectivă nu mai zboară, ieșind din „grafic”.
La 23 aprilie decolează spre Pietersburg, însă o scurgere de benzină la avionul lui Davidescu – Jienescu îi obligă să aterizeze la Bulawayo, pe care intenționau doar să-l survoleze. Sunt întâmpinați de familia unui român căsătorit cu o englezoaică și cele două fete ale lor, care-i așteptau, fără să știe că dacă nu era defecțiunea n-ar fi aterizat. Repară rezervorul și ajung la Pietersburg. Deoarece este deja seară, nu mai pot ajunge la Johannesburg, cum intenționau. A doua zi fac escală pe aeroportul Germiston de lângă Johannesburg. Navigația e ușoară, reperele fiind căile ferate. Survolează Bothaville, Hoopstad și ajung la Kimberley. În ultima etapă fac escală la Wictoria West ca să se dezmorțească (este toamna târziu, foarte frig), depășesc pe la nord munții Hex River (en) și, la 25 aprilie ajung la Cape Town, unde sunt întâmpinați de comandantul aeroportului, consulul general al României, consulul elvețian, un ziarist și un fotograf.
Rămân trei zile la Cape Town, odihnindu-se, vizitând orașul și oficialitățile. La 30 aprilie pleacă spre țară, urmând același traseu ca și la venire. La Kimberley au ocazia să viziteze compania De Beers, care le arată diamante brute și șlefuite (en). Urmează etapele Johannesburg și Pietersburg. Decolând de la Pietersburg constată că avionul lui Davidescu – Jienescu pierde din nou benzină, așa că se întorc. Repararea rezervorului se poate face doar la atelierele Imperial Airways din Johannesburg, așa că Davidescu va trebui să facă un drum de noapte cu trenul. Au din nou noroc cu Caspareuthus, care-l ia pe Davidescu cu el, pe scaunul copilotului, deoarece alt loc n-are. Caspareuthus se abate puțin de la traseu pentru a-i arăta lui Davidescu panorama de noapte a Pretoriei. La Johannesburg, până este reparat rezervorul, Davidescu este invitat la cele două cluburi de zbor locale de la Germiston și Barragwanath. Tot Caspareuthus îl aduce înapoi, astfel că la 4 mai pot decola spre Salisbury. În etapa următoare sunt hotărâți să repereze Mpika. Deși navighează tot după busolă, de data asta nu mai greșesc și ajung corect. În continuare etapele decurg fără incidente, dar la Nairobi trebuie să se oprească deoarece Stenger are malarie. Aici sunt nevoiți să râmână patru zile, timp în care vizitează rezervația Southern Game Reserve (en).
La 13 mai reiau zborul, iar în ziua următoare survolează cascada Buiagali (en), ajungând la Juba. După decolarea de la Malakal rezervorul avionului YR-ACK iar se fisurează și sunt nevoiți să aterizeze la Kosti. Cârpesc rezervorul, iar la Khartum îl lipesc de bine de rău. După Wadi Halfa cârpeala rezervorului nu ține, iar timp de cinci ore și jumătate, până la Cairo, echipajul trebuie să pompeze benzina manual la fiecare cinci minute. La 18 mai ora 11:30 ajung la Cairo și comandă în țară un nou rezervor, care le va fi livrat peste trei zile, timp în care vizitează muzeele și piramida în trepte de la Sakkarah (en). Pleacă de la Cairo la 22 mai, dar mai au o problemă: la Adana constată că lonjeroanele superioare de la fuzelajul ghinionistului avion YR-ACK sunt fisurate. Se face o reparație improvizată și, pentru a nu solicita coada avionului, se obține aprobarea să nu mai aterizeze la Istanbul, făcând formalitățile vamale la Eskișehir. Sosesc la Băneasa la 25 mai, fiind întâmpinați de mulțime și oficialități: g-ral Paul Angelescu (ministrul Apărării), g-ral Radu Irimescu și acad. Nicolae Caranfil (fostul subsecretar de stat al Aerului și cel în exercițiu), George-Valentin Bibescu (președinte al FAI), Al. Gh. Donescu (primarul capitalei), g-ral Ion Sichitiu (comandant al Forțelor Aeriene Regale ale României) etc. Imediat sunt conduși la Palatul Regal, unde regele Carol îi decorează cu Ordinul Virtutea Aeronautică clasa Cruce de Aur.
În total, raidul a durat 27 zile, 149 ore și 10 minute, din care 73 ore și 5 minute de zbor efectiv, în care s-au parcurs peste 23 000 km. Raidul a fost considerat una dintre cele mai mari realizări ale aviației române.

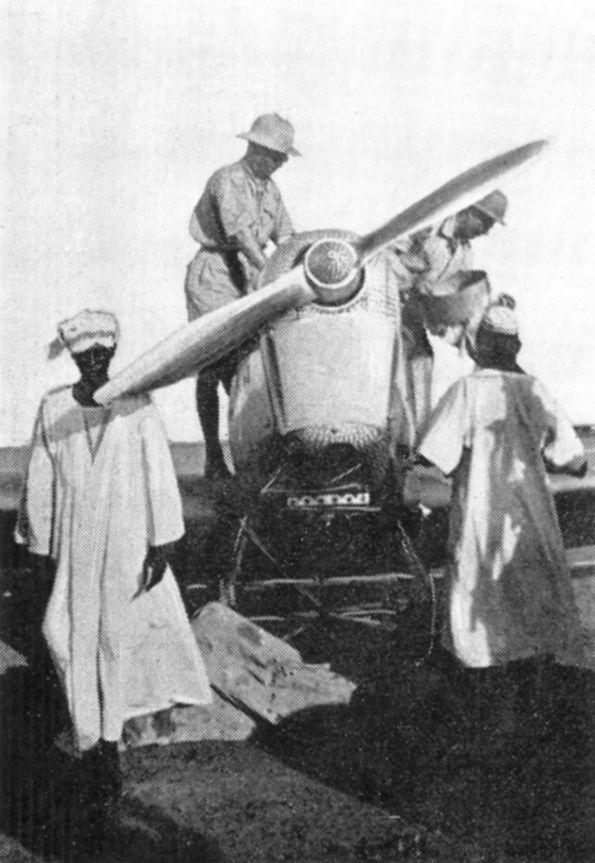
Alimentare la Wadi Halfa
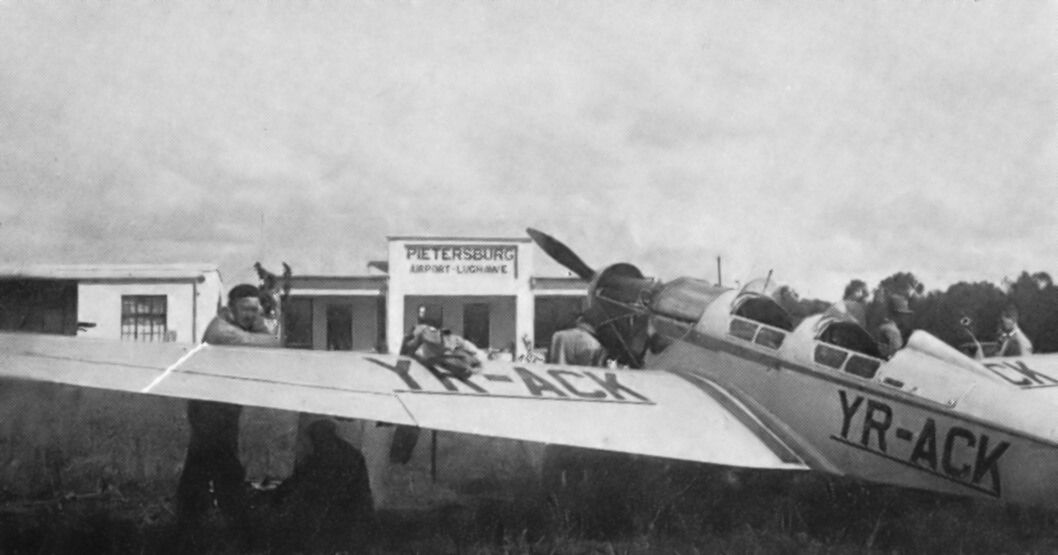
La Pietersburg
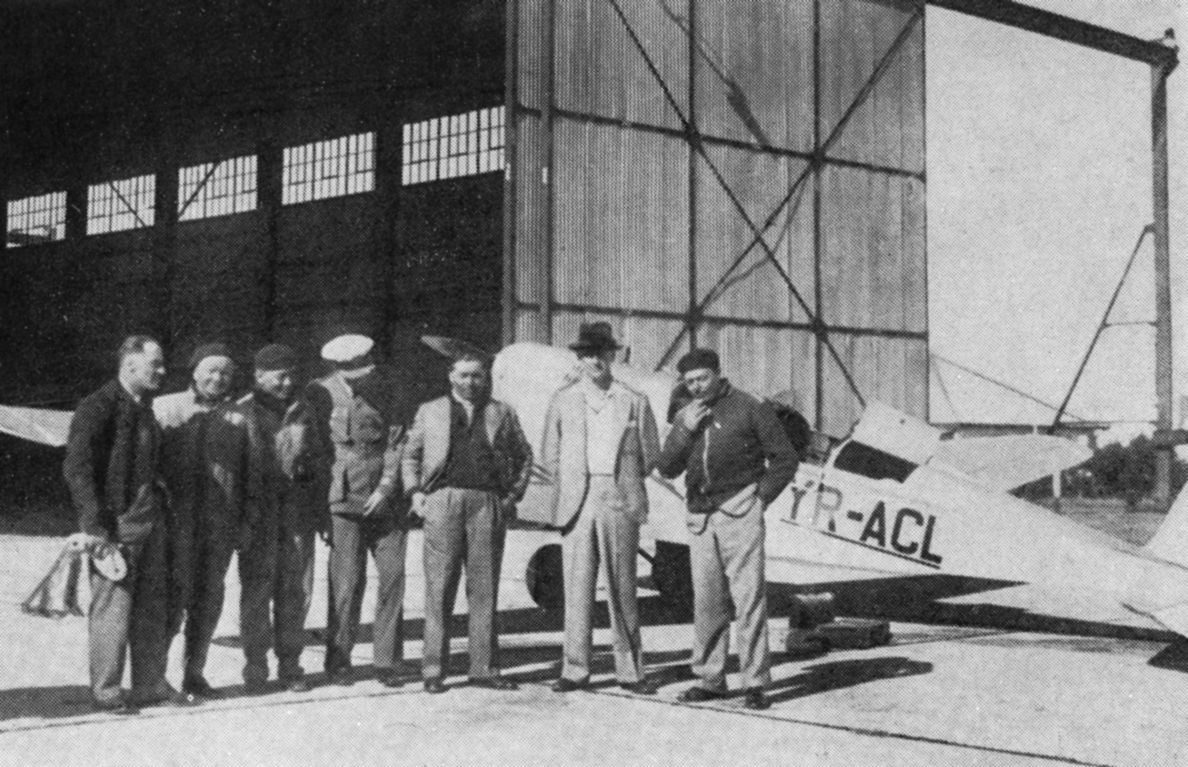
La Kimberley†
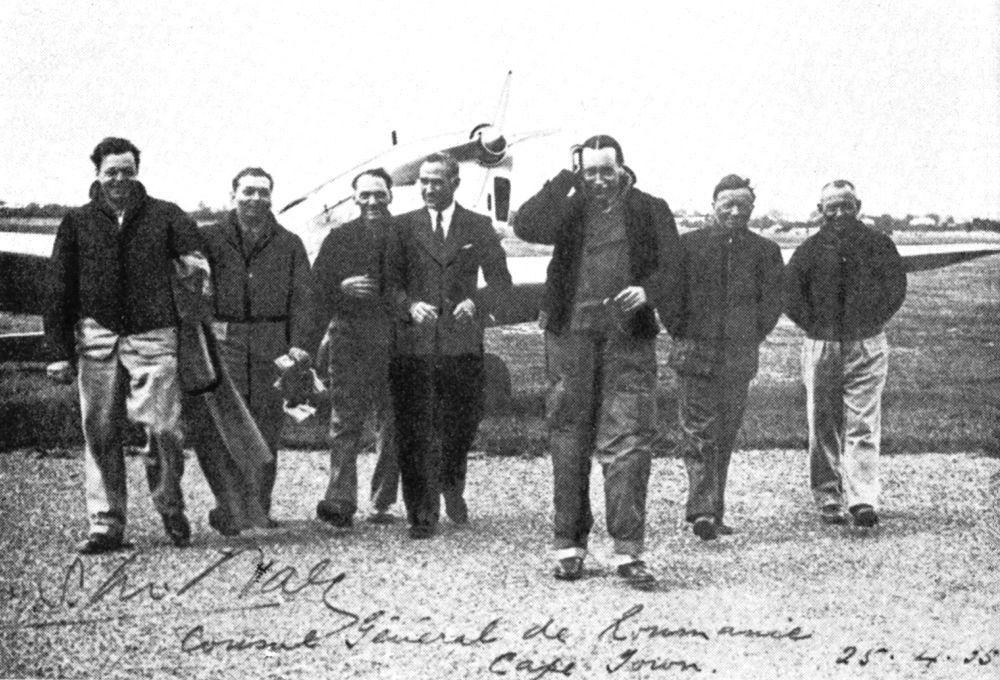
La Cape Town‡
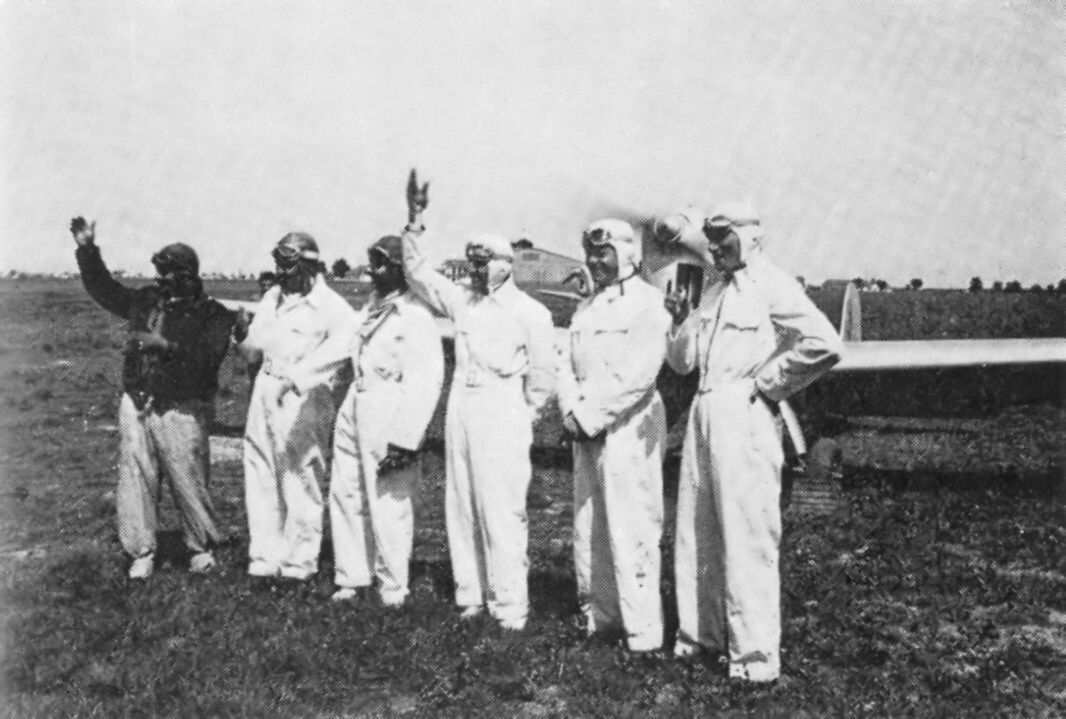
Sosire la București

† Pe aeroportul Kimberley, de la stânga la dreapta: Stengher, Olteanu, Jienescu, căpitanul Fisher – șeful aeroportului, Cernescu, Davidescu, Pantazi.
‡ Sosire la Cape Town, de la stânga la dreapta: Pantazi, Cernescu, Jienescu, consulul general al României la Cape Town, Davidescu, Olteanu și Stengher.

## Reflectarea în presă a raidurilor
Raidul lui Bănciulescu la Cairo a fost relatat de ziarul Universul în articolul Un raid aviatic de propagandă.
Raidul lui Bănciulescu împreună cu Bibescu a fost menționat în ziare ca Observer-Dispatch (en), Oshkosh Northwestern (en/fr) și Standard-Examiner (en), care subliniau reușita explorărilor echipajului româno-francez în contrast cu accidentul unei misiuni asemănătoare întreprinsă de Édouard Renard (1883-1935), guvernatorul general al Africii Ecuatoriale Franceze (fr/en), care la 15 martie 1935 s-a prăbușit în jungla din Congo împreună cu soția sa și cinci însoțitori. Ziarele menționează că traseul spre Juba a fost parcurs pentru prima dată pe calea aerului. Jurnalul acestui raid a fost predat companiei Air France, ca parte a materialului din contract, iar o copie a acestuia și un masiv set de fotografii au fost remise de Louis Agnus fiicei lui Bănciulescu, Renée Bănciulescu-Cozadini. Acest jurnal a fost inclus în cartea „Și totuși voi mai zbura...”. În presă relatarea raidului a fost eclipsată de relatările decesului lui Bănciulescu.
Plecarea în raidul de la Malakal a fost semnalată în Realitatea Ilustrată nr. 352/1933 iar sosirea în nr. 356/1933, care publică o fotografie cu voievodul Mihai felicitându-l pe Davidescu. Tot Realitatea Ilustrată a publicat seria de articole „Jurnal de bord din raidul București-Malakal” în numerele 357–361.

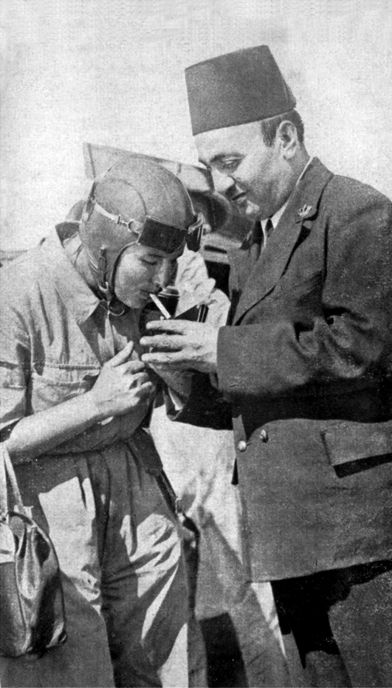
Fotografie apărută pe coperta revistei Realitatea Ilustrată nr. 429/1935

Prin insolitul său, raidul Irinei Burnaia a stârnit mult interes în presă, revista Realitatea Ilustrată anunța pe coperta numărului 429/10 aprilie 1935 că va publica jurnalul de bord al raidului Burnaia – Ivanovici. Acesta, mai bine zis o serie de articole despre călătorie, au apărut sub genericul „Recorduri Bărbătești, Recorduri Femenine” în numerele 431, 432, 433, 435 și 436. De asemenea, în presă au apărut articole ca „De vorbă cu aviatoarea Burnaia – povestirea unui raid îndrăzneț” sau „Cum a decurs raidul aviatorilor Irina Burnaia – Petre Ivanovici”. Însă multe articole din ziare prezentau raidul cu ostilitate. În capitolul „Fierbe cazanul satanei” din cartea sa, Aripile mele, Burnaia menționează acuzațiile absurde ale acestora că ar fi plecat fără pașapoarte, că n-ar fi avut permise de survol, că ar fi survolat zone interzise sau că ar fi făcut reclamă proastă pentru IAR. Dar cel mai virulent a fost articolul „Faimosul raid Burnaia” de Vasile Damaschin în care se insinua că tot raidul n-ar fi fost decât o idilă între „blondă” (ea spune că nu era blondă, nici oxigenată) și „gigolo”, pe banii (nn. statului) „adunați cu pumnul și cu toba de la văduva cu șapte copii, de la funcționar, de la nenorocitul de țăran, de la muncitori…", afirmații dovedite neadevărate de ancheta care a urmat, fondurile provenind din vânzarea unor proprietăți din județul Teleorman. La toate aceste bârfe au reacționat C. A. Orășanu în Universul și în special Ion Dumitrescu în articolul „Pilotajul cancanurilor”, iar peste ani Cornel Marandiuc în articolul „Cum a fost ucisă Ileana Cosânzeana – lecturând «Aviatoarele României – Din înaltul cerului în beciurile Securității»”.
Raidul până la Capetown s-a bucurat de o largă recunoaștere în România, ziare ca Universul, Unirea Poporului publicând articole despre el. Pe baza jurnalelor de bord ale raidurilor la Malakal și Capetown și a memoriilor lui Davidescu în 1975  Paul Baltagi a publicat cartea Avioane românești străbat Africa, în acel moment coautorii Alexandru Cernescu și George Davidescu fiind trecuți în neființă.

## Aviatorii

### George-Valentin Bibescu
George-Valentin Bibescu (1880–1941) înființează în 1909 Clubul Aviatic Român, iar în 1912 Liga Națională Aeriană. Între anii 1911–1912 a fost comandant al Școlii de Pilotaj de la Cotroceni. În perioada 1930–1941 este președinte al FAI.

### Gheorghe Bănciulescu
Gheorghe Bănciulescu (1898–1935) zboară pentru prima dată în 1919. La 12 septembrie 1926, zburând în ceață lângă Rýmařov (Republica Cehă), percutează vârful Hirshbrun, accident în urma căruia își pierde ambele picioare de la genunchi în jos. Învață să piloteze cu proteze la picioare și reia zborul în 1927, fiind decorat pentru acest motiv cu ordinul Legiunea de Onoare. Secretar general al ARR, pentru a participa la Conferințele FAI și a promova aviația face o serie de raiduri în Europa și Africa, în ultimul (cel din 1935 în Africa) contractând o gripă tropicală care i se va dovedi fatală.

### Louis Agnus
Mecanic și radiotelegrafist de bord. În 1936 zburase deja peste 1 000 000 km, fiind decorat de Air France.
Decorat cu Legiunea de Onoare. După pensionare s-a retras la o fermă a sa de la Amboise.

### Alexandru Cernescu
Alexandru Cernescu (19 decembrie 1896 – 4 ianuarie 1971, București) obține gradele de sublocotenent la 1 iulie 1916, locotenent la 1 septembrie 1917, căpitan la 1 aprilie 1920, locotenent-comandor (maior) la 10 mai 1931, căpitan-comandor la 1 ianuarie 1937, comandor la 6 iunie 1940 și general de escadră în 1944. Urmează Școala de pilotaj și obține brevetul de pilot nr. 226/6.06.1921 și cel de observator la 24 noiembrie 1922. În iulie 1931 participă la un raid de 3000 km cu o formație de 5 avioane Potez 25 construite la IAR Brașov, pilotate de echipaje ale Școlii Militare de Ofițeri de Aviație București: Haralambie Giossanu (comandant școală 1931–1932), lt-com. Cernescu, lt. Nicolae Balotescu (comandant școală 1946–1948), Rudolf Malinovschi și Gheorghe Nicolau. Traseul a fost București – Lvov – Varșovia – Gdynia – Bydgoszcz – Poznan – Dęblin – Lvov – București. Instructor de zbor la Școala Militară de Aviație de la Tecuci, în momentul raidurilor în Africa avea gradul de locotenent-comandor. A îndeplinit diferite funcții importante în Aeronautică.

### George Davidescu
George Davidescu (27 februarie 1897 – 20 octombrie 1972, București). Poreclit „Englezul” pentru eleganța sa și calm, comodorul (grad din Aeronautică, între comandor și general de escadră, echivalent cu gradul de „colonel cu stea” din armata de uscat) Davidescu obține gradele de sublocotenent la 1 iunie 1917, locotenent la 1 septembrie 1919, căpitan la 28 septembrie 1926, locotenent-comandor la 1 ianuarie 1934, căpitan-comandor la 6 iunie 1938, comandor la 10 mai 1941. Lucrează la Inspectoratul General al Aeronauticii și la Subsecretariatul de Stat al Aerului, transformat în 1935 în Ministerul Aerului și Marinei. Comandant al Școlii Militare de Aviație, în 1943 era șeful cabinetului militar al lui Ion Antonescu. Ulterior a deținut funcția de director al aviației civile. Nu a luptat pe front.

### Mihail Pantazi
Mihail Pantazi (1897–1936), ofițer de artilerie, ulterior aviator, luptă în Primul Război Mondial. După război este profesor de motoare de avion și inițiator al ARPA. Evoluează în numeroase demonstrații de acrobație aeriană, fiind unul dintre membrii inițiali ai formației Dracii Roșii. Ia parte la raidurile din 1933 și 1935 din Africa.

### Gheorghe Jienescu
Gheorghe Jienescu (1894–1971), ofițer de infanterie ulterior aviator, luptă în Primul Război Mondial. După război este instructor de zbor la Școala Militară de Pilotaj Tecuci, în 1926 având grad de căpitan. În 1934 lt.-com. Jienescu este numit comandant al Flotilei de Luptă de aviație de vânătoare și bombardament. În 1940, comandor, devine șef de stat-major al Comandamentului Forțelor Aeriene. Între 1941–1944 este subsecretar de stat la Ministerul Apărării Naționale pentru Aer în guvernele Ion Antonescu. După război este condamnat și închis.

### Gheorghe Olteanu
Gheorghe Olteanu (13 mai 1902, Sebeș-Alba – 29 iulie 1936, Băneasa) obține brevetul de pilot în 1923. Locotenent, în iulie 1931 împreună cu mr. av. Cezar Știubei se clasează pe locul al doilea într-un raid european la care au participat 35 de concurenți din 8 țări: Belgia, Cehoslovacia, Elveția, Franța, Germania, Italia, Polonia și România. Tot în 1931, împreună cu cpt. av. Ion Drăgan, câștigă Cupa anuală Roma–București zburând cu un avion Potez.
Este detașat ca pilot de linie în aviația civilă, fiind foarte bun la menținerea capului compas la zborul fără repere. Cpt. Olteanu a decedat în 1936 într-un accident de avion.

### Irina Burnaia
Irina Burnaia (1909–1997), avocată în baroul Ilfov, obține brevetul de pilot civil nr. 3/27.10.1933. Zburătoare pasionată, participă la mai multe raiduri și demonstrații aviatice. În al Doilea Război Mondial este comandanta unei escadrile de transport, la Odesa.

### Petre Ivanovici
Petre Ivanovici (1898–1936), instructor de zbor la Centrul de Instrucție al Aeronauticii Române (militar) din Tecuci și la Școala Civilă de Zbor a ARPA. Evoluează în numeroase demonstrații de acrobație aeriană, fiind unul dintre membrii inițiali ai formației Dracii Roșii. Din 1935 pilot de linie al SARTA.

### Max Manolescu
Max Manolescu (1902–1985) este și el instructor de zbor la Centrul de Instrucție al Aeronauticii Române din Tecuci. Evoluează în demonstrațiile de acrobație aeriană, fiind și el unul dintre membrii inițiali ai formației Dracii Roșii. Devine pilot de linie al Air France. După al Doilea Război Mondial emigrează și mai zboară mulți ani în toată lumea, ca pilot de linie.

### Dumitru Ploeșteanu
Mecanic de motoare de aviație la Școala Civilă de Zbor a ARPA, având și brevet de pilot.

### Anton Stengher
Mecanic de motoare de aviație la Școala Pregătitoare de Ofițeri Naviganți Cotroceni, având și brevet de pilot.